# Димитрий (Самбикин)
Архиепископ Димитрий (в миру Димитрий Иванович Самбикин; 3 [15] октября 1839, сл. Караяшник, Воронежская губерния — 17 [30] марта 1908, Казань) — епископ Русской православной церкви, архиепископ Казанский и Свияжский.

## Биография
Родился в семье протоиерея Иоанна Тимофеевича Самбикина (08.03.1814 — 22.01.1901). Как отмечал впоследствии, воспитан был своими благочестивыми родителями «в послушании вере Христовой и в строгом исполнении церковных обрядов».
После Бирюченского духовного училища (1849—1853) окончил в 1861 году Воронежскую духовную семинарию; в 1865 году — Санкт-Петербургскую духовную академию (третьим по списку) и был принят на должность библиотекаря Воронежской публичной библиотеки. Но вскоре, 20 января 1866 года, назначен преподавателем общей и русской церковной истории, литургики и канонического права в Воронежской духовной семинарии. 26 сентября он был рукоположён во диакона; 1 октября — во иерея к Рождество-Богородицкой (Пятницкой) церкви в Воронеже (где прослужил до 10 июля 1872 года) с оставлением в семинарии, где также преподавал историю, греческий и латинский языки, практическое руководство для сельских пастырей. В 1867 году утверждён в степени магистра богословия.
В 1867 году Димитрий Самбикин женился на Варваре Скрябиной (1848 — 11.04.1870), дочери воронежского Троицкого кафедрального собора протоиерея Михаила Скрябина. Она обучалась в одном из санкт-петербургских институтов. Там они и встретились. От их брака в 1867 году родился сын Иван. Он сначала обучался в Тамбовском духовном училище, а 1888 году с отличием окончил Воронежскую духовную семинарию, в 1892 году Киевскую духовную академию. В 26 лет 15 июня 1893 года кандидат богословия Иван Самбикин в Ближних Пещерах Киево-Печерской лавры принял монашество с именем Афанасий, а к 1901 году он стал уже архимандритом и ректором Тамбовской духовной семинарии.
С 5 мая 1872 года он — ректор Тамбовской духовной семинарии (с 23 июня — в сане протоиерея; 11 февраля 1877 года пострижен в монашество митрополитом Московским Иоанникием, а 13 февраля возведён в сан архимандрита. За восемь лет руководства отца Димитрия Тамбовская семинария стала одной из лучших в России. Освобождён от должности ректора семинарии 31 декабря 1880 года в связи с вызовом в Санкт-Петербург на чреду священнослужения, после чего 6 августа 1881 года назначен ректором Воронежской духовной семинарии.
6 декабря 1886 года наречён епископом Балахнинским, викарием Нижегородской епархии и 4 января 1887 года хиротонисан во епископа в московском Успенском соборе митрополитом Московским Иоанникием с собором епископов. С 28 октября 1887 года он — епископ Балтский, викарий Подольской епархии. Через три года, с 13 декабря 1890 года — епископ Подольский и Брацлавский.
С 6 ноября 1893 года — почётный член Московской духовной академии. С 1895 года — почётный член Казанской духовной академии.
С 2 ноября 1896 года назначен епископом Тверским и Кашинским. В Твери как знаток археологии он выявил и реставрировал много из церковной исторической старины, не оставляя епархиальной деятельности.
С 6 мая 1898 года — в сане архиепископа.
17 марта 1904 года за выдающиеся учёно-литературные труды советом Санкт-Петербургский академии удостоен учёной степени доктора церковной истории.
С 26 марта 1905 года был архиепископом Казанским и Свияжским. В Казани основал церковно-археологическое общество.
Скончался епископ Димитрий 17 (30) марта 1908 года в Казани.

## Сочинения
Самый значительный труд Димитрия (Самбикина) — «Месяцеслов святых, всей Русской Церковью или местночтимых и указатель празднеств в честь икон Божией Матери и святых угодников Божиих в нашем отечестве». Первое издание, напечатанное как приложение к «Тамбовским Епархиальным Ведомостям» за 1878—1880 годы, составило 5 книг. Издание, печатавшееся с 1893 по 1903 годы, состояло из 14 выпусков. «Месяцеслов» отмечен высокими дидактическими достоинствами, содержит многочисленные справки, сопутствующие главной сюжетной идее. Кроме того, для использования его как справочника, в конце каждого выпуска были даны «указатели: глухие, именные, прдметные, аннотированные»; нумерация выпусков начиналась с сентября — первого месяца церковного года. Жизнеописания святых, как правило, сопутствуют обстоятельные списки использованной литературы.
В 1890 году епископ Димитрий начал работать над новым капитальным трудом: «Собор святых 70 апостолов», который был издан в 1900—1902 годах. Композиционно этот труд является описанием жития и деяний апостола Павла, поскольку почти все из 70 апостолов или его спутники, или обращённые им в христианскую веру.
Много работ у Димитрия (Самбикина) посвящено вопросам русской церковной истории и археологии, агиологии и агиографии.
- «Сравнительное обозрение учения о первородном грехе в христианских вероисповеданиях» (Магистерская диссертация). Отдельный оттиск их в «Тамбов. Епарх. Вед.» за 1878 г.
- Месяцеслов святых, всей Русской Церковью или местночтимых и указатель празднеств в честь икон Божией Матери и святых угодников Божиих в нашем отечестве. Издание с 1893 по 1903 г. в 14 выпусках.
- «Собор семидесяти Апостолов». Тверь, 1900—1902 гг. Казань, 1906 г.
- Об открытии в сёлах библиотек // «Изв. Петерб. Комитета Грамотности», 1865.
- Образцовое и обстоятельное описание Воронежской Рождество-Богородицкой церкви (Пятницкой) // «Воронежские Епарх. Вед.», 1866.
- О Воронежских епископах: Вениамине, Иоанникии, Афанасии, Льве, Кирилле // «Ворон. Еп. Вед.», 186. — № 3—5. — С. 20—21.
- Исторические очерки о монастырях: Коротоякском, Вознесенском, Валуйско-Успенском, Семилуцком-Преображенском, Белоколодском-Преображенском // «Воронеж. Еп. Вед.», 1869. — № 12, 13; 1870. — № 23; 1871. — № 1-14; 1882. — № 3, 5, 19; 1884. — № 15, 17; «Тамбов. Еп. Вед.», 1870. — № 16.
- Указатель храмовых празднеств Воронежской епархии. Приложения к «Ворон. Еп. Вед.» и отдельные оттиски. 1883—1885.
- Указатель праздников, совершаемых только в Нижнем Новгороде. Адрес — Календарь Нижегородской губ. — 1888.
- «Святый Григорий Двоеслов» // «Тамбовские Епархиальные Ведомости», 1873. — № 4—7.
- «Св. Димитрий Александрийский» // «Тамбовские Епархиальные Ведомости», 1873. — № 1.
- «Аттик, Патриарх Константинопольский» // «Тамбовские Епархиальные Ведомости», 1873. — № 2.
- «Лионские мученики» // «Тамбовские Епархиальные Ведомости», 1873. — № 9—10.
- «Святый Луппа, епископ Троенский» // «Тамбовские Епархиальные Ведомости», 1873. — № 12.
- «Святый Равула Едесский» // «Тамбовские Епархиальные Ведомости», 1873. — № 13-14.
- «Святый Осия Кордубский» // «Тамбовские Епархиальные Ведомости», 1873. — № 15-16.
- «Святый Сисиний Лаодикийский» // «Тамбовские Епархиальные Ведомости», 1876. — № 18.
- «Святые мученики Инна, Пинна и Римма|Инна, Пинна, Римма» // «Тамбовские Епархиальные Ведомости», 1878. — № 1-5.
- «Святая мученица Фелицита» // «Тамбовские Епархиальные Ведомости», 1878. — № 2.
- «Св. Потамиена» // «Тамбовские Епархиальные Ведомости», 1873. — № 11.
- «Св. Маргарита». «Тамбовские Епархиальные Ведомости» 1875, № 12.
- «Свв. Кирилл и Мефодий». «Тамбовские Епархиальные Ведомости» 1883, № 6-7.
- Чтение по русской церковной истории за синодальный период. «Тамбовские Епархиальные Ведомости» 1874 и отд. оттиск.
- Материалы для истории Тверской епархии. Упраздненные монастыри. Тверь, 1898.
- Тверской Патерик. — Казань, 1908.
- Сжатый, но отчетливый «Curriculum» его напечатан в «Известиях» по Казанской епархии. 1905.
- «Студенты Воронежской семинарии, обучающиеся в духовных академиях». Указания на труд см. "Высокопреосвящен. Димитрий, архиепископ Казанский и Свияжский. Казань, 1908, с. 109.
- «Ректора Воронежской Семинарии». «Воронеж. Еп. Вед.» 1885.
- «О Св. Апостолах». Curriculum, «Об Иерархах Тверской епархии». Не изданы, в рукописях.

Указания на рукописи см. «ЖПБ» доп. 1, с. 551.
- «Об отношении Петра Первого к Митрофану Воронежскому». Указания на труд см. «Высокопреосв. Димитрий, архиепископ Казанский и Свияжский». Казань, 1908, с. 109.
- «Воспоминания о Серафиме, архп. Воронежском». Указание на труд см. «Высокопреосв. Димитрий, архиепископ Казанский и Свияжский». Казань, 1908, с. 109.
- «Св. Питирим, второй епископ Тамбовский». «Ворон. Еп. Вед.» 1880, № 2.
- «Краткие сведения о местно-чтимых святых, подвижниках благочестия, крестных ходах и празднествах Тамб. епарх.» «Тамб. Губерн. Вед.» 1875, «Тамб. Епарх. Вед.» 1876.
- Списки окончивших курс в Тамбовской духовной семинарии с 1780 по 1880 гг. «Тамб. Еп. Вед.» 1879.
- «Столетний юбилей Тамбовской семинарии». «Тамб. Еп. Вед.» 1879.
- «Старинные семинарские диспуты». «Тамб. Еп. Вед.» 1879, № 1-4.
- «Иоанникий, первый ректор Тамбовской семинарии». «Тамб. Еп. Вед.» 1877, 3 10, 11.
- «Филарет, архиепископ Черниговский». «Тамб. Еп. Вед.» 1877, № 10, 11.
- «Димитрий Иванович Успенский». Биографический очерк. «Тамб. Еп. Вед.» 1879.
- «Ректора Тамбовской семинарии». «Тамб. Еп. Вед.» 1882.
- «Св. Слав. Великомуч. Димитрий Мироточивый, Солунский чудотворец». Каменец-Подольск, 1894.
- «Город Торжок, его церкви и монастыри». 1903.
- «Преп. Ефрем и Аркадий Новоторжские и блаж. отрок Георгий». Тверь, 1903.
- Храмовые праздники в Твери (IX-X-XI)". Сборник статей и документов, изданных Тверским истор. археологическим комитетом за первый год.
- Записки по Литургике. «Тамб. Еп. Вед.» 1878.
- Очерк постепенного населения Воронежской губернии. — Воронеж: тип. В.И. Исаева, 1886. — 44 с.

О праздниках:
а) Рождества Пресвятой Богородицы. «Тамб. Еп. Вед.» 1876, № 33.
б) Введение во храм Пресвятой Богородицы. «Тамб. Еп. Вед.» 1876, № 23.
в) Благовещения. «Тамбов. Еп. Вед.» 1878, № 6-8.
г) Рождества Спасителя. «Тамб. Еп. Вед.» 1877, № 1-5.
д) Сретения Господня. «Тамбов. Еп. Вед.» 1877, № 6-7.
е) Воздвижения Честнаго Креста Господня. «Тамбов. Еп. Вед.» 1876, № 23-24.
- «К истории освящения церквей в России». «Тамбов. Еп. Вед.» 1877, № 16-17.
- «Об именах, даваемых при святом крещении».
- «Христианская любовь и социализм». «Ворон. Еп. Вед.» 1874, № 21.
- «Жизнеописание св. Митрофана, первого епископа Воронежского». Второе издание.
- Служба святым 12-ти Апостолам. Киев, 1900 г.
- Служба святым 70-ти Апостолам. Киев, 1900 г.
- Акафист Иоанну Златоусту. 1907.

В «Извест. по Казанской епархии» с 1905 года и далее помещены его статьи: а) О Патриархе Гермогене, бывшем митрпплитео Казанском (1589—1606); б) О св. Иоанне Златоусте, а также множество некрологов и мелких, но ценных заметок по истории Казанских церквей и монастырей, в отделе «Епархиальная хроника».
- Историко-статистическое описание церквей и монастырей Воронежской епархии.
- Речь при наречении его во епископа. «Моск. Еп. Вед.» 1887, № 3.
- Речь по прибытии на Тверскую кафедру. «Твер. Еп. Вед.» 1897, № 1.
- Значение «христосования» на Пасху. «Церк. Вестн.» 1891, № 16, с. 254—255.
- Архипастырское наставление Подольскому духовенству. «Церк. Вестн.» 1891, № 17, с. 268—269.
- Воззвание к пастве Казанской. «Изв. Каз. Еп.» 1905, № 40-41, с. 1210—1213.
- Речь при вручении жезла новопоставленному Преосвящ. Михаилу епископу Чебоксарскому. «Изв. Каз. Еп.» 1907, № 44, с. 1374—1376.
- Речь при вручении жезла новопоставленному Преосвящ. Андрею епископу Мамадышескому. «Изв. Каз. Еп.» 1907, № 45, с. 1398—1402.
- Крестовая церковь в честь свв. Апостолов при Тверском архиерейском доме. Тверь, 1905.
- Речь, произнесенная в день 25-летнего юбилея Православного Палестинского Общества 21 мая 1907 г. «Прав. Собес.» 1907, май, с. 589—597.
- Речь, произнесенная в годичном собрании Церковного Историко-Археологического общества Казанской епархии 14 сентября 1907 года. «Прав. Собес.» 1907, ноябрь, с. 581—585. Отдельное издание. Казань, 1908.
- «О чествовании 19 ноября 1907 года в г. Москве памяти Высокопреосвящ. митрополита Московского Филарета (Дроздова), по случаю 40-летия со дня его кончины». Доклад 16 декабря 1907 г.
- О глубокочтимом в России Святителе Антонии II-м (Смирницком), архп. Воронежском и Задонском, ради дня его кончины (скончался 21 декабря 1848 года). Доклад 21 декабря 1907 г.
- Об имеющимся исполниться в 1908 году (в июле) 800-летии основания Киевского Златоверхо-Михайловского монастыря, об иконописном изображении Великомуч. Варвары и о службе ей. Доклад 16 января 1908 г.